# Atheta spermathecorum

Atheta spermathecorum  (лат.) — вид коротконадкрылых жуков из подсемейства Aleocharinae. Канада.

## Распространение
Встречается в провинции Саскачеван (Канада).

## Описание
Мелкие коротконадкрылые жуки, длина тела 1,9 — 2,2 мм. Основная окраска чёрная (лапки красновато-коричневые). Тело плотно пунктированное. Усики 11-члениковые, прикрепляются у внутреннего края глаз. Средние и задние лапки 5-члениковые (передние 4-члениковые). Видовое название происходит от имени сперматеки, из-за её необычно формы, которая отличается от всех северо-американских видов рода Atheta. Активны с марта по июль. 
Вид был впервые описан в 2016 году канадскими энтомологами Яном Климашевским (Jan Klimaszewski; Laurentian Forestry Centre, Онтарио, Канада) и Дэвидом Ларсоном (David J. Larson).